# Галтели
Галтелѝ (на италиански: Galtellì; на сардински: Garteddì, Гартеди) е малко градче и община в Южна Италия, провинция Нуоро, автономен регион и остров Сардиния. Разположено е на 35 m надморска височина. Населението на общината е 2515 души (към 2010 г.).